# جون مولتون
جون مولتون (بالإنجليزية: Jon Moulton)‏ هو شخصية أعمال بريطاني، ولد في 15 أكتوبر 1950.